# Illusion de l'enseigne de barbier

Une enseigne de barbier.

L'illusion de l'enseigne de barbier (barberpole illusion en anglais) est une illusion d'optique liée à la perception visuelle du mouvement.
Une enseigne de barbier comporte des bandes diagonales tournant autour d'un axe vertical. Alors que chaque point de la forme se déplace objectivement horizontalement, du fait de la rotation un humain perçoit un mouvement vertical pour l'ensemble de l'enseigne.

## Historique

Exemple d'illusion de l'enseigne de barbier. Les rayures bougent vers le bas-droite mais le fait de les voir à travers une ouverture limitée donne une impression de mouvement du haut vers le bas.

En 1929, le psychologue J.P. Guilford a noté un paradoxe dans le mouvement perçu des rayures sur une  enseigne de barbier en rotation. L'enseigne de barbier tourne autour de son axe vertical, mais les bandes semblent se déplacer verticalement plutôt que de tourner. Guilford a provisoirement attribué le phénomène à des mouvements oculaires, mais a reconnu l'absence de données sur la question.
En 1935, Hans Wallach (en) a publié une série complète d'expériences liées à ce sujet, mais puisque l'article était en allemand, il n'a pas été immédiatement connu des chercheurs anglo-saxons. Un résumé en anglais de la recherche a été publié en 1976 et une traduction complète du document de 1935 a été publiée en 1996. L'analyse de Wallach était axée sur l'interaction entre les points terminaux des lignes diagonales et l'ouverture implicite créée par les bords du poteau.

## Explications

Figure 3 : Le mouvement des barres ici est identique à celui de la figure introductive de l'article mais l'ouverture est isotropique (identique dans toutes les directions).

Cette illusion se produit car une barre ou le contour intérieur d'un cadre de référence fournit des informations ambiguës à propos de la direction « réelle » du mouvement. Le mouvement réel de la ligne peut être multiple. La forme de l'ouverture tend ainsi à déterminer la direction perçue de mouvement. Une ouverture allongée verticalement rend un mouvement vertical dominant alors qu'une ouverture allongée horizontalement fait de même pour un mouvement horizontal dominant. Dans le cas d'une ouverture circulaire ou carrée, la direction perçue de mouvement est généralement orthogonale à l'orientation des bandes (en diagonale, dans le cas de l'illustration traitée dans cet article). La direction perçue du mouvement est liée à l'extrémité des lignes à la frontière intérieure de la forme occultante. Une ouverture verticale, par exemple, présente des bords plus longs à l'orientation verticale, créant ainsi un plus grand nombre de points terminaux non ambiguë se déplaçant verticalement. Ce signal de mouvement plus fort fait percevoir le mouvement vertical. Fonctionnellement, ce mécanisme a évolué pour veiller à ce que nous percevions un motif en mouvement comme une surface rigide se déplaçant dans une direction.
Les neurones sensibles au mouvement dans le système visuel ont des informations limitées, car ils ne voient qu'une petite partie du champ visuel (c'est le « problème d'ouverture »). En l'absence d'informations supplémentaires le système visuel préfère le mouvement le plus lent possible, à savoir le mouvement orthogonal à la ligne mobile.

## Rapprochements
La gamme de Shepard est une illusion auditive provoquant un effet similaire à l'illusion de l'enseigne de barbier,.
En 2014, une étude a montré que les rayures des zèbres pouvaient provoquer une illusion de l'enseigne de barbier. Associée à un effet stroboscopique, elle peut tromper les insectes piqueurs volants, ou des prédateurs, en particulier lorsque deux ou plusieurs zèbres sont observés se déplaçant ensemble comme un troupeau.